# Àhmad ibn Issa ibn Xaykh
Àhmad ibn Issa ibn Xaykh ibn as-Salil fou emir de Diyar Bakr i ostikan d'Armènia a Dvin, de la dinastia anomenada xaybànida. Va succeir el seu pare Abu-Mussa Issa ibn Xaykh ibn as-Salil adh-Dhuhlí aix-Xaybaní vers el 882 o 883.
El 884 els nakharark i ixkhans d'Armènia van proposar fer rei al gran príncep Asoci Medz (Asoci I el Gran), però per això calia demanar el permís al califa. Fou l'ostikan Ahmed ben Isa ben Shaikh, amic particular d'Asoci qui va transmetre la petició a al-Mutamid. Aquest va enviar al príncep una corona reial que l'ostikan li va entregar personalment. El patriarca Jordi II, assistit pel bisbe Joan de Siunia, el va consagrar públicament a Bagaran. Aquest coronament es pot datar entre l'abril del 885 i febrer del 886 segons l'historiador Samuel d'Ani. Aquest acte va suposar de fet el fi de l'ostikan com a governador califal, ja que des de llavors els ostikans de Dvin (com els emirs de Manazkert) foren uns més dels prínceps d'Armènia feudataris d'Asoci, només que de religió musulmana en comptes de cristians.
Va lluitar contra Muhammad ibn Ishak ibn Kundadjik, fill i successor Ishak de Mossul i Diyar Rabia al que va arrabassar Mossul i altres posicions, singularment la fortalesa de Mardin que dominava la plana de la Djazira (892/893).
El 894 el califa al-Mutadid va fer una demolidora expedició a la zona de Mossul contra els kharigites i els Banu Shayban de la Djazira i Mossul. Després d'aquesta va exigir a Ahmad l'entrega de tots els tresors que havia arrabassat a Muhammad ibn Ishak ibn Kundadjik, i Ahmad va obeir ràpidament i encara va afegir regals pel seu compte. També va enviar al califa un cap kharigita que s'havia refugiat a Amida.
El 896 el califa va nomenar un nou ostikan d'Armènia, però va conservar el govern de Diyar Bakr.
Vers el 897 (no abans del final de 895 o començament del 896) Ahmed ben Isa ben Shaikh, cridat pels feudals de Baspracània, va atacar a l'emir d'Arzèn, Abu-l-Maghrà ibn Mussa ibn Zurara (lleial al rei d'Armènia); l'emirat d'Arzèn i les muntanyes de Khoit i Sassun (que abans havien estat de Taron però ara pertanyien a Abu-l-Maghrà) i les seves possessions foren confiscades fins a la muntanya de Sim que separava la regió del Taron; Abul Makhra fou empresonat i va morir en captivitat. Va atacar tot seguit també el principat de Taron, en mans d'una branca dels Bagràtides; Ahmed va matar en la lluita al príncep de Taron, Gurguèn, fill d'Asoci el Curopalata i net de David Arqaik, va conquerir el país i el va annexionar (897, tot i que algunes fonts o avancen al 895 o començaments del 896. L'hereu de Taron, Asoci fill de David, que era gendre de Shahpuh (germà del rei Simbaci I el Màrtir), va demanar l'auxili del rei armeni, que va reunir un exèrcit (en el qual hi havia contingents georgians, aghuans i de Baspracània) i va marxar al sud, va travessar l'Apahunik, va passar prop del llac Van pel Beznunik i d'allí va entrar al Taron oriental. L'emir Ahmed ben Isa va venir a trobar-lo des de la part occidental. En aquest moment el príncep de la casa dels Arzerunis de Baspracània, Abu Morvan, va canviar de bàndol i secretament es va aliar al Ahmed i va portar l'exèrcit reial per contrades inadequades. Al pou d'aigua de Thukh, on l'exèrcit armeni va arribar en mal estat, l'emir va passar a l'atac. L'exèrcit armeni va aguantar però l'abandó del camp per Abu Morvan va portar a l'abandó d'altres i l'emir va obtenir la victòria. Molts soldats i nakharark armenis van morir (898).
Però poc després va morir l'emir (898) i llavors la dinastia local de Taron va recuperar el poder sense lluita. A Amida i Diyar Bakr, part de Djazira i a Arzanene el va succeir el seu fill Muhàmmad ibn Àhmad ibn Issa.